# Club Deportivo Ferroviario Almirante Arturo Fernández Vial
Il Club Deportivo Ferroviario Almirante Arturo Fernández Vial è una società calcistica cilena, con sede a Concepción. Milita nella Primera B.

## Storia
Fondato nel 1903, non ha mai vinto trofei nazionali.

## Rosa 2021
| N. |                 | Ruolo | Calciatore           |
| -- | --------------- | ----- | -------------------- |
| 1  | Cile (bandiera) | P     | Diego López          |
| -- | Cile (bandiera) | P     | Manuel Reyes         |
| -- | Cile (bandiera) | P     | Víctor Jarpa         |
| -- | Cile (bandiera) | D     | Felipe Espinoza      |
| -- | Cile (bandiera) | D     | Daniel Briones       |
| -- | Cile (bandiera) | D     | Vincent Salas        |
| -- | Cile (bandiera) | D     | Javier Rodríguez     |
| -- | Cile (bandiera) | C     | José Amigo           |
| -- | Cile (bandiera) | C     | Ariel Amigo          |
| 10 | Cile (bandiera) | C     | Kevin Harbottle      |
| -- | Cile (bandiera) | C     | Gerson Valle         |
| -- | Cile (bandiera) | C     | Mitchell González    |
| -- | Cile (bandiera) | C     | Juan Garavito        |
| -- | Cile (bandiera) | C     | Cristóbal Fuentealba |
| -- | Cile (bandiera) | C     | Leonardo Martínez    |

| N. |                 | Ruolo | Calciatore          |
| -- | --------------- | ----- | ------------------- |
| -- | Cile (bandiera) | C     | Julio Sánchez       |
| -- | Cile (bandiera) | C     | Juan Fernandois     |
| -- | Cile (bandiera) | C     | Carlos Henríquez    |
| -- | Cile (bandiera) | C     | Cristopher Reyes    |
| -- | Cile (bandiera) | C     | Ronald De la Fuente |
| -- | Cile (bandiera) | C     | Juan Pablo Abarzúa  |
| -- | Cile (bandiera) | C     | Marcelo Roa         |
| -- | Cile (bandiera) | C     | José Tiznado        |
| -- | Cile (bandiera) | C     | Ignacio Hermosilla  |
| -- | Cile (bandiera) | A     | Fabián Alarcón      |
| -- | Cile (bandiera) | A     | Francisco Román     |
| -- | Cile (bandiera) | A     | Jonathan Almendra   |
| -- | Cile (bandiera) | A     | Matías Sanhueza     |
| -- | Cile (bandiera) | A     | Sebastián Pineda    |
| 32 | Cile (bandiera) | A     | Gustavo Gotti       |

## Palmarès

### Competizioni nazionali
- Segunda División: 1

2020

### Altri piazzamenti
- Copa Chile:

Finalista: 1986

## Giocatori celebri
- Carlos Julio
- Rodrigo Santander
- Víctor Hugo Ávalos
- Luc Bessala
- Gustavo Bentos
- Peter Vera